# Huỳnh Dị (nhà văn)
Huỳnh Dị (chữ Hán 黄易; 15 tháng 3 năm 1952 – 5 tháng 4 năm 2017) là một nhà văn Hồng Kông. Ông nổi danh như là người khai sáng thể loại tiểu thuyết huyền ảo võ hiệp.

## Cuộc đời và sự nghiệp
Ông tên thật là Huỳnh Tổ Cường (黄祖强), từng tốt nghiệp Khoa Nghệ thuật Đại học Trung văn Hồng Kông, chuyên ngành nghiên cứu hội họa Trung Quốc. Ông từng được trao Giải thưởng nghệ thuật Ông Linh Vũ. Sau làm Trợ lý Giám đốc Bảo tàng Nghệ thuật Hồng Kông, phụ trách vấn đề Giao lưu nghệ thuật và văn hoá Đông – Tây. Năm 1989, ông từ chức và chuyển hướng chuyên tâm sáng tác.
Ngay khi bắt đầu nghiệp văn chương, ông dự định sẽ theo thể loại tiểu thuyết võ hiệp, tuy nhiên một người bạn của ông là Lý Quốc Oai, khi đó là Tổng biên tập Tập đoàn xuất bản Bác Ích đã khuyên ông nên kết hợp cả hai thể loại tiểu thuyết khoa học theo trường phái Nghê Khuông và tiểu thuyết võ hiệp theo trường phái Kim Dung, tạo thành một thể loại riêng. Kết quả là với sự ra đời của 2 tác phẩm "Tầm Tần Ký" và "Đại Đường Song Long truyện", được độc giả vùng Đông Á hoan nghênh, ông đã được mệnh danh là cha đẻ của thể loại Huyền ảo võ hiệp.
Ngoài văn học, Huỳnh Dị còn đam mê âm nhạc, hội họa, điện ảnh – đặc biệt là điện ảnh khoa học viễn tưởng, tìm hứng thú trong việc chơi cổ cầm, hội họa cổ truyền.
Ông mất vào ngày 5 tháng 4 năm 2017 do tai biến mạch máu não, không lâu sau sinh nhật 65 tuổi.

## Tác phẩm
Tác phẩm nổi tiếng nhất của ông là "Tầm Tần ký" (寻秦记), được Hãng truyền hình TVB dựng thành phim cùng tên (tựa tiếng Anh: "A Step Into The Past", tựa tiếng Việt: "Cỗ máy thời gian") vào năm 2001, do nam diễn viên Cổ Thiên Lạc thủ vai chính. Tác phẩm này cũng được dịch ra tiếng Việt với tựa đề Tầm Tần ký, dịch giả Hồ Tiến Huân.
Danh sách các tác phẩm, phân theo nhà xuất bản.

### Tập đoàn xuất bản Bác Ích
- Nguyệt ma (月魔)
- Thượng đế chi mê (上帝之谜)
- Quang thần (光神)
- Hồ tế (湖祭)
- Dị linh (异灵)
- Thú tính hồi quy (兽性回归)
- Thánh nữ (圣女)
- Ô kim huyết kiếm [zh]
- Siêu não (超脑)
- Phù trầm chi chủ (浮沉之主)
- Nhĩ quốc lâm cách (尔国临格)
- Chư thần chi chiến (诸神之战)

### Công ty xuất bản Huỳnh Dị
- Phá toái hư không (破碎虛空) (11/1988)
- Kinh Sở tranh hùng ký [zh] (8/1990)
- Phúc vũ phiên vân [zh] (1/1992 –1995)
- Đại kiếm sư truyền kỳ [zh] (9/1992 – 2/1994)
- U linh thuyền (幽灵船) (4/1993)
- Vực ngoại thiên ma (域外天魔) (3/1994)
- Linh cầm sát thủ (灵琴杀手) (7/1994)
- Long thần (龙神) (7/1994)
- Tầm Tần ký [zh] (7/1994 – 7/1996)
- Tinh tế lãng tử [zh] (8/1994-11/1995)
- Mê thất đích vĩnh hằng (迷失的永恒) (7/1995)
- Đại Đường Song Long truyện [zh] (1996 – 1/2001)
- Thời không lãng tộc (时空浪族) (1/1997)
- Siêu cấp chiến sĩ (超級戰士) (7/1997)
- Biên hoang truyền thuyết [zh] (2001 – 2005)
- Vân Mộng thành chi mê (雲夢城之謎) (12/2006)
- Phong thần ký (封神記) (9/4/2008)
- Nhật nguyện đương không [zh] (bộ 1 của Thịnh Đường tam bộ khúc [zh]) (11/2012 – 4/2014)
- Long chiến tại dã [zh] (bộ 2 của Thịnh Đường tam bộ khúc) (5/2014 – 10/2015)
- Thiên địa minh hoàn [zh] (bộ 3 của Thịnh Đường tam bộ khúc) (11/2015 –7/2017)

## Các bộ phim dựa theo tác phẩm

### TVB (Hồng Kông)
- Ô kim huyết kiếm (1990）
- Cỗ máy thời gian (Còn có tên là "Thời đại Chiến Quốc", 2001）
- Song long Đại Đường (2004）
- Phúc vũ kiếm, Phiên vân đao (2006）